# Лафонтен, Август Генрих Юлий
Август Генрих Юлий Лафонтен (нем. August Heinrich Julius Lafontaine, 5 октября 1758 — 20 апреля 1831) — немецкий романист. 
Написал более 200 томов романов и повестей, наиболее известны из которых: «Der Naturm ensch», «Sonderling», «Clara du Plessis und Clairant», «Quinctius von Flamming», «Fedor und Marie», «Eduard und Margarethe», «St. Julien», «Familienpapiere», «Gemälde des menschlichen Herzens», «Amalia Horst»; «Die Gefahren der grossen Welt», «Die Moralsysteme», «Eugenie oder der Sieg über die Liebe», «Isidore», «Die Wege des Schicksals».

## Биография
Родился 5 октября 1758 года в Брауншвейге, Германия. Учился в Хельмштедте, где изучал теологию. В течение нескольких лет до 1789 года работал репетитором. В 1792 году служил был полевым капелланом прусской армии, и в 1800 году поселился в Галле. Был назначен членом коллегиального капитула кафедрального собора Магдебурга в качестве благодарности за посвящение одной из своих книг Фридриху Вильгельму III и Луизе.

## Работы
Весьма популярными были его романы, представляющие собой сентиментальные и поучительные рассказы о семейной жизни. За период своей деятельности он был самым популярным немецким писателем, а произведения намного превосходили в популярности работы его современника Гёте. Под псевдонимами Gustav Freier, Miltenberg и Selchow Лафонтен написал свыше 150 томов книг. К морализаторско-сентиментальному тону его романов весьма благосклонно относились при королевском дворе Пруссии.
Наиболее популярные его работы:
- Der Naturmensch (1791)
- Gemälde des menschlichen Herzen (рисунки человеческого сердца; 1792 и позже, 15 томов)
- Der Sonderling (1793)
- Familiengeschichten (семейные истории; 1797—1804, 12 томов)
- Saint Julien (1798)
- Fedor und Marie (1802)
- Descriptions of the Life of Man (1811)
- Die Pfarre an der See (The Parsonage on the Lake Side; 1816, 3 тома)

Лафонтен является главным представителем сентиментального семейного романа и долго был любимцем публики. Ему нельзя отказать в живой, хотя и не особенно богатой фантазии, в умении группировать факты и рисовать интересные личности — но он достигает этих результатов приёмами во вкусе Коцебу. Лафонтен был предметом ожесточённых нападок романтической школы. Ср. Gruber, «L.'s Leben und Wirken» (Галле, 1833).

## Публикации на русском языке
- Природа и любовь, или картины человеческого сердца  — М., 1799.
- Сен-Жульен, или Записки одного отца семейства — М., 1802.
  - Часть первая
  - Часть вторая
- Ромул — М., 1803.
- Аристомен и Горг или Мщение и человеколюбие — М., 1803.
  - Часть первая
  - Часть вторая
- Клара Дюплесси и Кларант. История одной фамилии выходцев французских — М., 1803-1804.
  - Часть первая
  - Часть вторая
  - Часть третья
- Эдуард Ролленталь, или Обращенный ненавистник женщин. Истинное происшествие, случившееся во время семилетней войны — М., 1805.
- Природа и любовь, или Картина человеческого сердца — 2-е изд. — М., 1805.
  - Часть вторая
- Опасный опыт — СПб., 1805.
- Барон Флеминг или Страсть к титулам — СПб., 1806.
  - Часть первая
  - Часть вторая
  - Часть третья
- Вестиния и Астор, или Любовь и великодушие — М., 1808.
- Русские качели на берегах Рейна, или Любовь и заблуждение — СПб., 1814.
  - Часть первая
  - Часть вторая
- Рафаил, или Спокойная жизнь мирного семейства — М., 1815.
  - Часть первая
  - Часть вторая
- Собрание новейших небольших романов и повестей — М., 1815-1816.
  - Часть первая
  - Часть вторая
  - Часть третья
  - Часть четвертая
- Природа и любовь, или Картина человеческого сердца — 3-е изд. — М., 1816.
  - Часть первая
  - Часть вторая
- Новые семейственные картины, или Жизнь бедного священника одной немецкой деревни и его детей. — 2-е изд. — М., 1816.
  - Часть вторая
- Бланка и Минна, или Мещанские нравы — М., 1817.
  - Часть первая
  - Часть вторая
  - Часть четвертая
  - Часть пятая
- Странный человек, или Эмиль в свете — 2-е изд. — Орел, 1817.
  - Часть первая
  - Часть вторая
  - Часть третья
  - Часть четвертая
- Две невесты, или Любовь, верность и терпение — М., 1817-1818.
- Амалия Горст, или Тайна быть счастливым — М., 1818.
  - Часть первая
  - Часть вторая
  - Часть третья
  - Часть четвертая
- Тетка Изабелла, или Семейственное несогласие — М., 1818.
  - Часть третья
- Странствующие музыканты, или Любовь при Мон-Жеане — М., 1818.
  - Часть первая
  - Часть вторая
  - Часть третья
- Вальтер, дитя ратнаго поля, или И вторая любовь надежна — М., 1819.
- Карла Энгельмана Записки — СПб., 1819.
  - Часть первая
  - Часть вторая
  - Часть третья
  - Часть четвертая
- Луиза и Дюваль, или Несчастная любовь — М., 1820.
  - Часть первая
  - Часть вторая
- Любовь и тщеславие, или Опасность кокетства — М., 1821.
- Барон Бергедорф, или Правила, основанные на добродетели — М., 1823.
- Госпожи Сельмины или Муж, жена и вдова, Комедия в одном действии — СПб., 1824.
- Отеческая строгость, или История Г-на. Вальмонта — М., 1825.
  - Часть первая
  - Часть вторая
  - Часть третья
  - Часть четвертая
- Невидимые, или Развалины замка в лесу — М., 1827.
  - Часть первая
  - Часть вторая
- Князь Федор Д-кий и княжна Марья М-ва, или Верность по смерть. Русское происшествие. — М., 1830.
  - Часть первая
  - Часть вторая
- Картины страшных происшествий, или Гибельные последствия развращенных нравов — М., 1831.
  - Часть первая
  - Часть вторая
- Князь Федор Д-кий и княжна Марья М-ва, или Верность по смерть. Русское происшествие. — М., 1831.
  - Часть первая
  - Часть вторая